# 과거현재인과경
《과거현재인과경(過去現在因果經)》은 과거세의 원인과 현재세의 결과에 대해 말하고 있다. 5세기 중엽에 인도 출신의 학승 구나발타라가 한역했다. 경전의 명칭은 과거의 원인과 현재의 결과를 설명한다는 뜻이다

## 소개
부처가 스스로 자신의 일화를 이야기하는 내용으로 꾸며진다. 부처 자신이 전생에 보광여래(普光如來) 밑에서 선혜선인(善慧仙人)으로 태어나 출가하여 득도하였으며, 그 인연이 영겁의 세월이 흘러서도 사라지지 않아 현세에서 부처로 태어났다는 내용이다. 
선혜선인의 출가와 득도, 보광여래의 예언, 도솔천에 태어난 일 등 전생 이야기에서 시작하여 이 세상에 태어난 뒤에 일어난 여러 일화들을 나열하였다. 아시타 선인의 점, 삼시전(三時殿)이야기, 학문을 닦는 것, 제바달다(提婆達多)와 무예를 겨룬 일, 태자가 된 일, 출가할 때의 일, 두 스승을 찾아 도(道)를 물은 일, 6년 동안의 고행, 깨달음을 얻어 부처가 된 일, 녹야원에서 행한 최초의 설법, 야사와 세 가섭(迦葉)을 교화한 일, 빔비사라와 사리불(舍利佛)과 목건련의 귀의, 대가섭(大迦葉)을 교화한 일 등이 나온다.